# Leica Standard
Le Leica Standard (Leica E pour les États-Unis) est une évolution du Leica I commercialisée par Leica en 1932.

## Histoire
Le Leica standard sort en 1932 en même temps que le Leica II auquel il emprunte le bouton de rembobinage plus fin et télescopique pour faciliter la préhension.
Les premières fabrications sont émaillées en noir et la version chromée sort en 1933. C'est la version  la moins perfectionnée de la gamme mais il est possible de le faire évoluer en Leica II voire en Leica III.
Il en est fabriqué environ 27 000 exemplaires.